# Cartington
Cartington – wieś w Anglii, w hrabstwie Northumberland. Leży 46 km na północny zachód od miasta Newcastle upon Tyne i 442 km na północ od Londynu. W 2001 miejscowość liczyła 97 mieszkańców.